# Глинка, Михаил Иванович
Михаи́л Ива́нович Гли́нка (20 мая [1 июня] 1804, Новоспасское, Ельнинский уезд, Смоленская губерния, Российская империя — 3[15] февраля 1857, Берлин, Пруссия) — русский композитор, наиболее значимый петербургский музыкант николаевской эпохи, один из основоположников русской традиции классической музыки, оказавший определяющее влияние на крупнейших авторов следующих поколений. По выражению Владимира Стасова, «оба [Пушкин и Глинка] создали новый русский язык — один в поэзии, другой в музыке».

## Биография

### Происхождение
Родился 20 мая (1 июня) 1804 года в селе Новоспасском Смоленской губернии, в имении отца, отставного капитана Ивана Николаевича Глинки (1778—1834). Мать — Евгения Андреевна Глинка-Земелька (1783—1851) — была троюродной сестрой отца. Прадед композитора был шляхтичем из рода Глинки герба Тшаска — Викторин Владислав Глинка (пол. Wiktoryn Władysław Glinka). После потери Речью Посполитой Смоленска в 1654 году Викторин Глинка принял российское подданство и перешёл в православие. Царская власть сохранила за смоленской шляхтой земельные владения и дворянские привилегии, включая прежние гербы.

### Детские и юношеские годы
До шести лет воспитывался бабушкой по отцу Фёклой Александровной, которая полностью отстранила мать от воспитания сына. Рос нервным, мнительным и болезненным ребёнком-недотрогой — «мимозой», по собственной характеристике Глинки. После смерти Фёклы Александровны Михаил снова перешёл в полное распоряжение матери, приложившей все усилия, чтобы стереть следы прежнего воспитания. С десяти лет он начал учиться игре на фортепиано и скрипке; первой его учительницей была приглашённая из Санкт-Петербурга гувернантка Варвара Фёдоровна Кламмер.
В 1817 году родители привезли Михаила в Санкт-Петербург и поместили в Благородный пансион при Главном педагогическом институте (в 1819 году переименован в Благородный пансион при Санкт-Петербургском университете), где его гувернёром был поэт, декабрист Вильгельм Кюхельбекер, чья родная сестра Юстина (1784—1871) вышла замуж за Григория Глинку — двоюродного брата отца композитора.
В Санкт-Петербурге Михаил брал частные уроки у видных музыкальных педагогов, в том числе у Карла Цейнера и Джона Филда. В 1822 году успешно (вторым учеником) окончил курс обучения в Благородном пансионе при Императорском Санкт-Петербургском университете. В пансионе он познакомился с А. С. Пушкиным, который приходил туда к своему младшему брату Льву, однокласснику Михаила.

### Периоды жизни и творчества

#### 1822—1835
По окончании пансиона изучал западноевропейскую музыкальную классику, участвовал в домашнем музицировании в дворянских салонах, иногда руководил оркестром дяди. В это же время он пробует себя в качестве композитора, сочиняя вариации для арфы или фортепиано на тему из оперы австрийского композитора Йозефа Вайгля «Швейцарское семейство». С этого момента Глинка всё больше внимания уделяет композиции и вскоре уже сочиняет чрезвычайно много, пробуя свои силы в самых разных жанрах. В этот период им были написаны хорошо известные сегодня романсы и песни: «Не искушай меня без нужды» на слова Е. А. Баратынского, «Не пой, красавица, при мне» на слова А. С. Пушкина, «Ночь осенняя, ночь любезная» на слова А. Я. Римского-Корсакова и другие. Однако он долгое время остаётся неудовлетворённым своей работой. Глинка настойчиво ищет пути выхода за рамки форм и жанров бытовой музыки. В 1823 году он работает над струнным ансамблем, адажио и рондо для оркестра и над двумя оркестровыми увертюрами. В эти же годы расширяется круг знакомств Глинки. Он познакомился с Василием Жуковским, Александром Грибоедовым, Адамом Мицкевичем, Антоном Дельвигом, князем Владимиром Одоевским, ставшим впоследствии его другом.
Летом 1823 года, вместе с мужем своей двоюродной сестры полковником А. И. Киприяновым, Глинка совершил поездку на Кавказ, побывал в Пятигорске и Кисловодске. Знакомство с музыкой народов Кавказа оставило значительный след в творческом сознании композитора и отразилось в его позднейших произведениях на восточную тематику. Так, на основе адыгских танцевальных мелодий композитор создал «Персидский хор» для своей оперы «Руслан и Людмила».
В «Записках» композитора, которые он вёл в течение многих лет, говорится также о непосредственном вкладе Ивана Айвазовского в обогащение музыкального материала «Руслана и Людмилы». В частности, великий феодосийский маринист сообщил Глинке три татарских напева, наиграв их на скрипке (художник владел инструментом и часто играл на творческих вечерах композитора). Сам Глинка пишет об этом так: «Айвазовский сообщил мне три татарских напева, впоследствии два из них я употребил для лезгинки, а третий для Andante сцены Ратмира в 3-м акте оперы „Руслан и Людмила“».
С 1824 по 1828 год Глинка работал помощником секретаря Главного управления путей сообщения. В декабре 1825 года он случайно оказался на Дворцовой площади, когда там выступили мятежники-декабристы. Там Глинка впервые увидел Николая: «До сих пор у меня ясно сохранился в душе величественный и уважение внушающий вид нашего императора. Я до сих пор никогда не видал его. Он был бледен и несколько грустен; сложив спокойно руки на груди, пошёл он тихим шагом прямо в середину толпы и обратился к ней со словами: „Дети, дети, разойдитесь!“».
В 1829 году М. И. Глинка и Н. И. Павлищев издали «Лирический альбом», где среди сочинений разных авторов были и пьесы Глинки.
В конце апреля 1830 года Глинка отправился в Италию, задержавшись по пути в Дрездене и совершив большое путешествие по Германии, растянувшееся на все летние месяцы. Приехав в Италию в начале осени, он поселился в Милане, бывшем в то время крупным центром музыкальной культуры. В Италии он познакомился с композиторами В. Беллини и Г. Доницетти, изучал вокальный стиль бельканто и сам много сочинял в «итальянском духе». В его произведениях, значительную часть которых составляли пьесы на темы популярных опер, уже не было ничего ученического, все композиции выполнены мастерски. Особое внимание Глинка уделял инструментальным ансамблям, написав два оригинальных сочинения: Секстет для фортепиано, двух скрипок, альта, виолончели и контрабаса и Патетическое трио для фортепиано, кларнета и фагота. В этих произведениях особенно отчётливо проявились черты композиторского почерка Глинки.
В июле 1833 года Глинка отправился в Берлин, остановившись по пути на некоторое время в Вене. В Берлине под руководством немецкого теоретика Зигфрида Дена он изучал полифонию и инструментовку. Получив в 1834 году известие о смерти отца, Глинка решил незамедлительно вернуться в Россию.
Глинка вернулся с обширными планами создания русской национальной оперы. После долгих поисков сюжета для оперы он, по совету Василия Жуковского, остановился на предании об Иване Сусанине.
В конце апреля 1835 года Глинка обвенчался с Марьей Петровной Ивановой, своей дальней родственницей. Вскоре после этого молодожёны отправились в Новоспасское Смоленской губернии, где Глинка начал писать оперу.

#### 1836—1844
В 1836 году опера «Жизнь за царя» была закончена, однако Михаилу Глинке с большим трудом удалось добиться принятия её к постановке на сцене Петербургского Большого театра. Этому с большим упорством препятствовал директор императорских театров А. М. Гедеонов, который отдал её на суд «директору музыки» капельмейстеру Катерино Кавосу. Кавос же дал произведению Глинки самый лестный отзыв. Опера была принята.
Премьера «Жизни за царя» состоялась 27 ноября (9 декабря) 1836 года. Успех был огромным, опера была с восторгом принята обществом. На следующий день Глинка писал своей матери:
Вчерашний вечер совершились наконец желания мои, и долгий труд мой был увенчан самым блистательнейшим успехом. Публика приняла мою оперу с необыкновенным энтузиазмом, актёры выходили из себя от рвения… государь-император… благодарил меня и долго беседовал со мною…
13 декабря у А. В. Всеволжского было устроено чествование М. И. Глинки, на котором Михаил Виельгорский, Пётр Вяземский, Василий Жуковский и Александр Пушкин сочинили приветственный «Канон в честь М. И. Глинки». Музыка принадлежала Владимиру Одоевскому.
Пой в восторге, русский хор!

Вышла новая новинка.

Веселися, Русь! Наш Глинка — 

Уж не глинка, а фарфор!
Вскоре после постановки «Жизни за царя» Глинка был назначен капельмейстером Придворной певческой капеллы, которой он руководил в течение двух лет. Весну и лето 1838 года Глинка провёл на Украине, где отбирал певчих для капеллы. Среди новичков оказался и Семён Гулак-Артемовский, ставший впоследствии не только известным певцом, но и композитором.
В 1837 году Михаил Глинка, ещё не имея готового либретто, начал работать над новой оперой на сюжет поэмы А. С. Пушкина «Руслан и Людмила». Идея оперы возникла у композитора ещё при жизни поэта. Он надеялся составить план по его указаниям, однако гибель Пушкина вынудила Глинку обращаться к второстепенным поэтам и любителям из числа друзей и знакомых. Первое представление «Руслана и Людмилы» состоялось 27 ноября (9 декабря) 1842 года, ровно через шесть лет после премьеры предыдущей оперы «Жизнь за царя». В сравнении с ней новая опера М. Глинки вызвала более сильную критику. Самым яростным критиком композитора был Ф. Булгарин.
На эти же годы приходятся бурные отношения Глинки с Екатериной Керн, дочерью пушкинской музы Анны Керн. В 1839 г. состоялось их знакомство, которое быстро переросло в любовь. Из «Записок» композитора:

«…мой взор невольно остановился на ней: её ясные выразительные глаза, необычайно стройный стан (…) и особенного рода прелесть и достоинство, разлитые во всей её особе, всё более и более меня привлекали. (…) Я нашёл способ побеседовать с этой милой девицей. (…) Чрезвычайно ловко высказал тогдашние мои чувства. (…) Вскоре чувства мои были вполне разделены милою Е. К., и свидания с нею становились отраднее. Всё в жизни контрапункт, то есть противуположность (…) Мне гадко было у себя дома, зато сколько жизни и наслаждения с другой стороны: пламенные поэтические чувства к Е. К., которые она вполне понимала и разделяла…» 
Керн была источником вдохновения для Глинки. Ряд небольших произведений, сочинённых им в 1839 году, были посвящены ей, в частности романс «Если встречусь с тобой», слова которого 

«…Е. К. выбрала из сочинений Кольцова и переписала для меня. (…) Для неё же написал Вальс-фантазию.»
 Речь идёт о первоначальной фортепианной версии знаменитого вальса-фантазии, известного в оркестровой редакции, одном из поражающих своей проникновенной красотой произведений Глинки.
После того, как в конце 1839 года Глинка оставил свою жену М. П. Иванову, отношения с Керн продолжали стремительно развиваться. Но вскоре она тяжело заболела и переехала к матери. Весной 1840 года композитор постоянно навещал Керн и именно тогда написал романс «Я помню чудное мгновенье» на стихи Пушкина, посвятив его дочери той, кому поэт адресовал эти стихи.
В 1841 году Е. Керн забеременела. Начавшийся незадолго до этого бракоразводный процесс Глинки с женой, уличённой в тайном венчании с корнетом Николаем Васильчиковым (1816—1847), племянником крупного сановника Иллариона Васильчикова, давал Екатерине надежду стать женой композитора. Глинка также был уверен, что дело решится быстро и вскоре он сможет жениться на Керн. Но судебный процесс затянулся. Керн постоянно требовала от Глинки решительных действий. Он дал ей значительную сумму на аборт, хотя очень переживал по поводу случившегося. Чтобы сохранить всё в тайне и избежать скандала в обществе, мать увезла дочь в Лубны на Украину «для перемены климата».
В 1842 году Керн вернулась в Петербург. Глинка, ещё не получивший развода с прежней женой, часто виделся с ней, однако как он признаётся в своих записках: «…уж не было прежней поэзии и прежнего увлечения». Летом 1844 года Глинка, покидая Санкт-Петербург, заехал к Е. Керн и простился с ней. После этого их отношения практически прекратились. Столь желанный развод Глинка получил лишь в 1846 году, но связывать себя узами брака побоялся и прожил остаток жизни холостяком.

#### 1844—1857
Тяжело переживая критику своей новой оперы, Михаил Иванович в середине 1844 года предпринял новое длительное заграничное путешествие. На этот раз он поехал во Францию, а затем в Испанию. В Париже Глинка познакомился с французским композитором Гектором Берлиозом, который (позже) стал почитателем его таланта. Весной 1845 года Берлиоз исполнил на своём концерте произведения Глинки: лезгинку из «Руслана и Людмилы» и арию Антониды из «Ивана Сусанина». Успех этих произведений навёл Глинку на мысль дать в Париже благотворительный концерт из своих сочинений. 10 апреля 1845 года большой концерт русского композитора с успехом прошёл в концертном зале Герца на улице Победы в Париже.
13 мая 1845 года Глинка отправился в Испанию, где изучал традиционную культуру, нравы, язык испанского народа, записывал испанские фольклорные мелодии. Творческим результатом этой поездки явились две симфонические увертюры, написанные на испанские народные темы. Осенью 1845 года Глинка закончил увертюру «Арагонская хота», а в 1848 году, уже по возвращении в Россию, — «Воспоминание о летней ночи в Мадриде».
Летом 1847 года Глинка отправился в обратный путь, в своё родовое село Новоспасское, затем снова отправился в Санкт-Петербург, но передумав, решил перезимовать в Смоленске. Однако приглашения на балы и вечера, почти ежедневно преследовавшие композитора, довели его до отчаяния и до решения вновь покинуть Россию. В заграничном паспорте Глинке было отказано, поэтому, в 1848 году он остановился в Варшаве, где написал симфоническую фантазию «Камаринская» на темы двух русских песен: свадебной лирической «Из-за гор, гор высоких» и бойкой плясовой. В этом произведении Глинка утвердил новый тип симфонической музыки и заложил основы её дальнейшего развития, умело создав необычайно смелое сочетание различных ритмов, характеров и настроений. Пётр Чайковский так отозвался о произведении Глинки:
Вся русская симфоническая школа, подобно тому как весь дуб в жёлуде, заключена в симфонической фантазии „Камаринская“.

В 1851 году Глинка возвратился в Санкт-Петербург, где давал уроки пения, готовил оперные партии и камерный репертуар с такими певцами как Н. К. Иванов, О. А. Петров, А. Я. Петрова-Воробьёва, А. П. Лодий, Д. М. Леонова и другими. Под непосредственным влиянием Глинки складывалась русская вокальная школа. Бывал у М. И. Глинки и А. Н. Серов, в 1852 году записавший его «Заметки об инструментовке» (опубликованы 4 года спустя). Часто приезжал А. С. Даргомыжский.
В 1852 году Глинка вновь отправился в путешествие. Он планировал добраться до Испании, но утомившись от переездов в дилижансах и по железной дороге, остановился в Париже, где прожил чуть более двух лет. В Париже Глинка начал работу над симфонией «Тарас Бульба», которая так и не была закончена. Начало Крымской войны, в которой Франция выступила против России, стало событием, окончательно решившим вопрос об отъезде Глинки на родину. По пути в Россию Глинка две недели провёл в Берлине.
В мае 1854 года Глинка приехал в Россию. Он провёл лето в Царском Селе на даче, а в августе снова перебрался в Санкт-Петербург на Эртелев переулок. В том же 1854 году начал писать автобиографические «Записки» (опубликованы в 1870 году).
В 1856 году Глинка уехал в Берлин. 
Сестра Людмила вспоминает: «У заставы брат вышел из кареты, простился с нами, потом плюнув, сказал: «Когда бы мне никогда более этой гадкой страны не видать!»
В Берлине он занялся изучением творчества Дж. П. Палестрины и И. С. Баха
В том же году Глинка написал музыку на церковнославянские богослужебные тексты: Ектению и «Да исправится молитва моя» (для трёх голосов).

### Смерть
Глинка скончался от простуды, обострившей хроническую болезнь печени, 15 февраля 1857 года в Берлине; он был похоронен на лютеранском Троицком кладбище у Потсдамских ворот. В мае того же года, по настоянию младшей сестры М. И. Глинки Людмилы (которая после кончины их матери и двух своих детей с начала 1850-х годов целиком посвятила себя заботам о брате, а после его кончины сделала всё, чтобы опубликовать его произведения) прах композитора был перевезён в Санкт-Петербург и перезахоронен в Александро-Невской лавре на Тихвинском кладбище. Надгробие с прежнего захоронения в Берлине, исполненное по заказу З. Дена, осталось на своём месте, а столетие спустя — в 1947 году — стало частью мемориала Глинке на русском кладбище Тегель, сооруженного Василием Масютиным по заказу советской военной комендатуры.
Во время перевозки праха Глинки из Берлина в Россию на его упакованном в картон гробу была надпись «ФАРФОРЪ» — символично, если вспомнить канон, сочинённый друзьями Глинки после премьеры «Ивана Сусанина». На могиле Глинки установлен памятник, созданный по эскизу И. И. Горностаева.

## Память
- Михаил Глинка среди других выдающихся фигур российской истории изображен на памятнике Тысячелетие России возведённом в 1862 году в Великом Новгороде.
- Первый памятник Глинке был поставлен в 1885—1887 годах в смоленском саду Блонье на средства, собранные по подписке. Дореволюционный памятник Глинке сохранился также в Киеве.
- С 1884 по 1917 год русским композиторам вручалась Глинкинская премия, учреждённая музыкальным издателем и меценатом М. П. Беляевым[26].
- В 1947 году художник-график Василий Масютин создал мемориальную скульптуру композитору М. И. Глинке на Русском православном кладбище Берлин-Тегель[27].
- С 1958 года в Смоленске ежегодно проводится Всероссийский музыкальный фестиваль имени М. И. Глинки[28].
- С 1966 по 1991 год ежегодно присуждалась Государственная премия РСФСР имени М. И. Глинки.
- С 1960 года в СССР, затем в России проводится Международный конкурс вокалистов имени М. И. Глинки.
- На киностудии «Мосфильм» были сняты два биографических фильма — «Глинка» (1946) и «Композитор Глинка» (1952).
- На Студии «М.И.Р» был снят мультфильм — Из цикла «Сказки старого пианино»: «Михаил Иванович Глинка», 2015 год
- К 150-летию со дня рождения композитора его имя присвоено Государственной академической капелле. Его имя — в числе семи имён, нанесённых в 1889 году на аттик концертного зала Капеллы (Разумовский, Ломакин, Львов, Бортнянский, Глинка, Турчанинов, Потулов).
- В конце мая 1982 года в родной усадьбе композитора Новоспасское открыт Дом-музей М. И. Глинки[29].
- Имя Глинки присвоено Новосибирской государственной консерватории, Магнитогорской государственной консерватории, Челябинскому академическому театру оперы и балета, Минскому государственному музыкальному колледжу, Нижегородской государственной консерватории.
- Именем Глинки названа улица в Адмиралтейском районе Санкт-Петербурга.
- Улица Глинки в Гомеле, Добруше (Беларусь).
- В Орле 23 мая 1958 году наименована улица Глинки (в память о непродолжительном проживании в детстве композитора в городе)[30].
- В честь М. И. Глинки названы острова Глинки (Антарктида, море Беллинсгаузена, 71°17′ ю.ш. 68°57′ з.д., названы англичанами в 1961 году)[31].

- Памятники и бюсты
- Первый памятник М. Глинке был открыт в Смоленске (1887 год)
- Памятник Михаилу Глинке в Киеве (1910)
- Монумент Глинке на Театральной пл. рядом с Мариинским театром и консерваторией в Петербурге
- Бюст композитора М. И. Глинки в Петербурге в Александровском саду
- Мемориальная доска композитору, город Смоленск
- Памятник М. И. Глинке перед Нижегородской государственной консерваторией

- Почтовые марки России к 200-летию со дня рождения
- М. И. Глинка на почтовой марке СССР, посвящённой 175-летию Государственного академического Большого театра Союза СССР.
- Почтовая марка, 1954 год. 150 лет со дня рождения М. И. Глинки. А. С. Пушкин и В. А. Жуковский у М. И. Глинки
- Почтовая марка, 1954 год. 150 лет со дня рождения М.И. Глинки. Портрет М.И. Глинки
- Почтовая марка, 1957 год. 100-летие со дня смерти основоположника русской классической музыки Михаила Ивановича Глинки (1804—1857)
- Почтовая марка, 1957 год. Сцена из оперы «Жизнь за царя». Серия «100-летие со дня смерти основоположника русской классической музыки Михаила Ивановича Глинки» (1804—1857)

- 2 февраля 1818 — конец июня 1821 года — Благородный пансион при Главном педагогическом институте — набережная реки Фонтанки, 164;
- август 1820 — 3 июля 1822 года — Благородный пансион при Санкт-Петербургском университете — угол Звенигородской и Кабинетской (Правды) улиц;
- лето 1824 — конец лета 1825 года — дом Фалеева — Канонерская улица, 2;
- 12 мая 1828 — сентябрь 1829 года — дом Барбазана — Невский проспект, 49;
- конец зимы 1836 — весна 1837 года — дом Мерца — Глухой переулок, 8, кв. 1;
- весна 1837 — 6 ноября 1839 года — дом Капеллы — набережная реки Мойки, 20;
- 6 ноября 1839 — конец декабря 1839 года — офицерские казармы лейб-гвардии Измайловского полка — набережная реки Фонтанки, 120;
- 16 сентября 1840 — февраль 1841 года — дом Мерца — Глухой переулок, 8, кв. 1;
- 1 июня 1841 — февраль 1842 года — дом Шуппе — Большая Мещанская улица, 16;
- середина ноября 1848 — 9 мая 1849 года — дом Училища глухонемых — набережная реки Мойки, 54;
- октябрь — ноябрь 1851 года — доходный дом Мелихова — Моховая улица, 26;
- 1 декабря 1851 — 23 мая 1852 — дом Жукова — Невский проспект, 49;
- 25 августа 1854 — 27 апреля 1856 — доходный дом Е. Томиловой — Эртелев переулок, 7.

## Основные произведения
Оперы
- «Жизнь за царя» («Иван Сусанин») (1836)
- «Руслан и Людмила» (1837—1842)

Симфонические произведения
- Симфония на две русские темы (1834, окончена и оркестрована Виссарионом Шебалиным)
- Музыка к трагедии Нестора Кукольника «Князь Холмский» (1842)
- Испанская увертюра № 1 «Блестящее каприччио на тему Арагонской хоты» (1845)
- «Камаринская», фантазия на две русские темы (1848)
- Испанская увертюра № 2 «Воспоминание о летней ночи в Мадриде» (1851)
- «Вальс-фантазия» (1839 — для фортепиано, 1856 — расширенная редакция для симфонического оркестра)

Камерно-инструментальные сочинения
- Соната для альта и фортепиано (неоконченная; 1828, доработана Вадимом Борисовским в 1932)
- Блестящий дивертисмент на темы из оперы Винченцо Беллини «Сомнамбула» для фортепианного квинтета и контрабаса
- Блестящее рондо на тему из оперы Винченцо Беллини «Капулетти и Монтекки» (1831)
- Большой секстет Es-dur для фортепиано и струнного квинтета (1832)
- «Патетическое трио» d-moll для кларнета, фагота и фортепиано (1832)
- Ноктюрн «Разлука» (1839)
- Фортепианный цикл «Привет отчизне» (1847)

Романсы и песни
- «Не искушай» (1825)
- «Венецианская ночь» (1832)
- «Патриотическая песня» (1833, была официальным гимном РСФСР и Российской Федерации с 1990 по 2000 год)
- «Я здесь, Инезилья» (1834)
- «Ночной смотр» (1836)
- «Сомнение» (1838)
- «Ночной зефир» (1838)
- «В крови горит огонь желанья» (1839)
- Свадебная песня «Дивный терем стоит» (1839)
- Вокальный цикл «Прощание с Петербургом» (1840), состоящий из двенадцати романсов на стихи Нестора Кукольника
  - «Попутная песня» (из цикла «Прощание с Петербургом»)
  - «Жаворонок» (из цикла «Прощание с Петербургом»)
- «Я помню чудное мгновенье» (1840, на стихотворение Пушкина)
- «Признание» (1840)
- «Слышу ли голос твой» (1848)
- «Заздравный кубок» (1848)
- «Песнь Маргариты» из трагедии Гёте «Фауст» (1848)
- «Мери» (1849)
- «Адель» (1849)
- «Финский залив» (1850)
- «Молитва» («В минуту жизни трудную») (1855)
- «Не говори, что сердцу больно» (1856)
- «Вы не придёте вновь» (для двух сопрано)[32]

## В кинематографе
- 1946 — «Глинка»  — (исполнитель роли — Борис Чирков)
- 1952 — «Композитор Глинка»  — (исполнитель роли — Борис Смирнов)
- 1970 — Ференц Лист — (исполнитель роли — Пётр Шелохонов)